# Club Atlético de Madrid 2023-2024
Questa voce raccoglie le informazioni riguardanti il Club Atlético de Madrid nelle competizioni ufficiali della stagione 2023-2024.

## Stagione
La stagione 2023-2024 vede l'87ª partecipazione alla massima divisione spagnola e la 22ª di fila per l'Atlético Madrid, che conferma il tecnico argentino Diego Simeone, allenatore con più panchine in Liga nella storia dei Rojiblancos. La squadra di Madrid, dopo aver concluso il campionato precedente in terza posizione si qualifica direttamente alla fase a gironi della Champions League. Il primo incontro della stagione si è disputato il 14 agosto e ha visto la prima vittoria dell'Atlético, contro il Granada, al Cívitas Metropolitano. Il 28 agosto l'Atlético Madrid si aggiudica il derby in casa del Rayo Vallecano vincendo con un roboante 7-0; si tratta della seconda vittoria più larga ottenuta in un derby di Primera División per i colchoneros insieme al 7-0 rifilato al Getafe nel 2013, mentre è la seconda sconfitta col medesimo risultato subita dal Rayo.
Il 31 agosto a Montecarlo ha luogo il sorteggio dei gironi di Champions League che vede impegnato l'Atleti nel gruppo E con gli olandesi del Feyenoord, campioni dei Paesi Bassi, gli italiani della Lazio vice campioni in Serie A e i cinquantatré volte campioni di Scozia del Celtic. Il 16 settembre la squadra del Cholo incappa nella prima sconfitta stagionale, perdendo per 3-0 in casa del Valencia. Il 19 settembre l'Atlético esordisce in Champions League all'Olimpico di Roma, pareggiando 1-1 con la Lazio che trova la rete del pari all'ultimo minuto con l'estremo difensore Ivan Provedel. Il 24 settembre i colchoneros si aggiudicano l'andata del derby di Madrid, battendo in casa per 3-1 il Real Madrid. La prima vittoria in Europa giunge il 4 ottobre con l'Atlético Madrid che batte 3-2 il Feyenoord, nel primo incontro ufficiale tra le due compagini.

Una sessione di allenamento

Il 29 ottobre, grazie alla vittoria per 2-1 contro l'Alavés, l'Atlético eguaglia il record stabilito nel 2013 di 14 vittorie casalinghe consecutive. Il 28 novembre l'Atlético Madrid batte a domicilio il Feyenoord 3-1 e stacca il pass per gli ottavi di finale con un turno di anticipo. La seguente vittoria per 2-0 contro la Lazio all'ultima giornata, garantisce poi il primato nel girone. Il 19 dicembre, in occasione del pari interno per 3-3 contro il Getafe si interrompe la striscia di vittorie casalinghe e al contempo Antoine Griezmann diventa il calciatore più prolifico della storia Atleti. Il girone di andata dell'Atlético Madrid si conclude con la rocambolesca sconfitta per 4-3 in casa del Girona, capolista in Liga.
Il 6 gennaio l'Atlético debutta in Coppa del Re battendo 3-1 il Lugo a domicilio e superando così i sedicesimi di finale. Il 10 gennaio l'atleti viene eliminato dalla Supercoppa di Spagna per mano dei concittadini del Real ai tempi supplementari col risultato di 5-3. Otto giorni dopo, in Coppa del Re, la squadra di Simeone ottiene la rivincita sui concittadini eliminandoli dalla competizione agli ottavi di finale col risultato di 4-2 ottenuto sempre ai supplementari. Il 26 gennaio, battendo di misura 1-0 il Siviglia, gli uomini del Cholo superano i quarti di finale di coppa per la prima volta dopo 7 anni. Il 4 febbraio si conclude sull'1-1 il derby di ritorno con il Real Madrid. Il 29 febbraio, in virtù del risultato aggregato di 4-0, l'Atlético viene eliminato in semifinale di Coppa del Re dall'Athletic Club.
Il 13 marzo i colchoneros superano gli ottavi di finale di Champions League grazie alla vittoria ai rigori contro gli italiani dell'Inter, dopo che il doppio confronto si era chiuso con un risultato complessivo di 2-2. Il 16 aprile si spengono i sogni europei dell'Atlético, che viene estromesso ai quarti di Champions per mano dei tedeschi del Borussia Dortmund con un risultato complessivo di 5-4 tra andata e ritorno. Il 15 maggio, con la vittoria per 3-0 sul campo del Getafe, l'Atleti centra la sua undicesima qualificazione consecutiva in UEFA Champions League. Il 25 maggio si conclude la stagione dell'Atlético con la vittoria esterna per 2-0 sul campo della Real Sociedad.

## Maglie e sponsor
Lo sponsor tecnico per la stagione 2022-2023 è per il 23º anno consecutivo Nike. Lo sponsor ufficiale è Riyadh Air, sulla parte alta delle maniche c'è lo stemma della Hyundai mentre dietro la schiena, sotto il numero, è presente il logo di Ria Money Transfer.
In questa stagione si è deciso di ripercorrere i colori classici dell'Atlético. La prima maglia è composta da quattro strisce bianche e tre più spesse di colore rosso intenso. Il rosso prosegue sulle maniche, le spalle, i fianchi e sul retro. Dietro al collo è presente la bandiera della Spagna. I pantaloncini sono azzurri, con dettagli bianchi sui lati, mentre i calzettoni rossi con la frase De Madrid. La seconda maglia riprende quella celebrativa dei 120 anni del club, già indossata nella scorsa stagione, con lo stemma originale del 1903. La terza maglia ha come colore predominante il verde, con righe nere sui lati; la stessa linea segue i calzettoni e i pantaloncini. Si tratta di un'uniforme all'insegna della sostenibilità, creata con materiali riciclati e all'interno del colletto è impressa la dicitura Play Green. Atleti. Il 25 ottobre, in occasione dell'incontro di Champions League con il Celtic, l'Atlético indossa una divisa celebrativa per i cinquant'anni dall'ultimo incontro avvenuto contro gli scozzesi, nella Coppa dei Campioni 1973-1974. La maglia e i calzettoni sono completamente rossi mentre i calzoncini azzurri. A febbraio viene prodotta anche la quarta maglia, totalmente blu notte senza colletto e con dettagli neri sulla parte alta del petto.
| Casa | Casa alt. | Trasferta | Trasferta alt. | Terza maglia | Celebrativa | Quarta maglia | Portiere 1 | Portiere 2 | Portiere 3 |

## Organigramma societario
Dal sito internet ufficiale della società.
Area direttiva
- Presidente: Enrique Cerezo

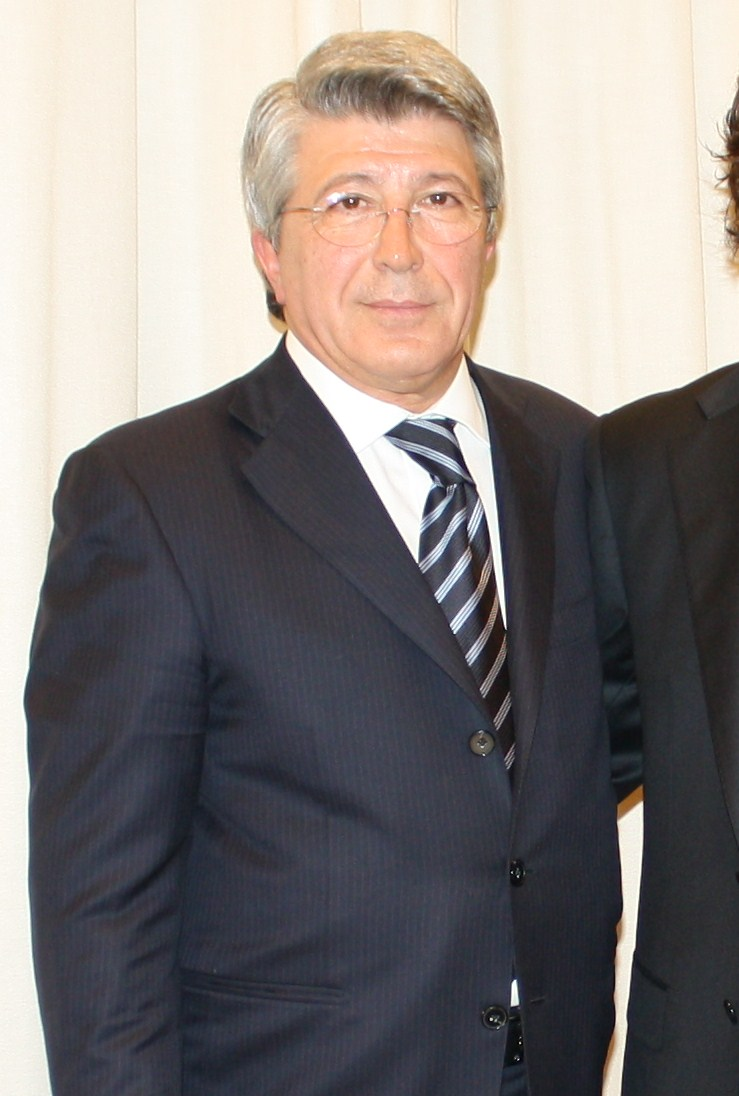
Il presidente Enrique Cerezo, in carica dal 2003

- Amministratore delegato: Miguel Ángel Gil Marín
- Vicepresidente area sociale: Lázaro Albarracín Martínez
- Vicepresidente area commerciale: Antonio Alonso Sanz
- Consiglieri: Severiano Gil y Gil, Óscar Gil Marín, Antoine Bonnier
- Segretario del consiglio: Pablo Jiménez de Parga
- Assessori del consiglio amministrativo: Peter Kenyon, Ignacio Aguillo
- Assessori legali: José Manuel Díaz, Despacho Jiménez de Parga

Area organizzativa
- Direttore finanziario: Mario Aragón Santurde
- Direttore esecutivo: Miguel Ángel Gil Marín
- Direttore sportivo: José Luis Pérez Caminero
- Direttore tecnico: Andrea Berta

Area marketing
- Direttore area marketing: Javier Martínez
- Direttore commerciale: Guillermo Moraleda
- Direttore delle risorse: Fernando Fariza Requejo

Area infrastrutturale
- Direttore dei servizi generali e delle infrastrutture: Javier Prieto

Area controllo
- Direttore di controllo: José Manuel Díaz Pérez

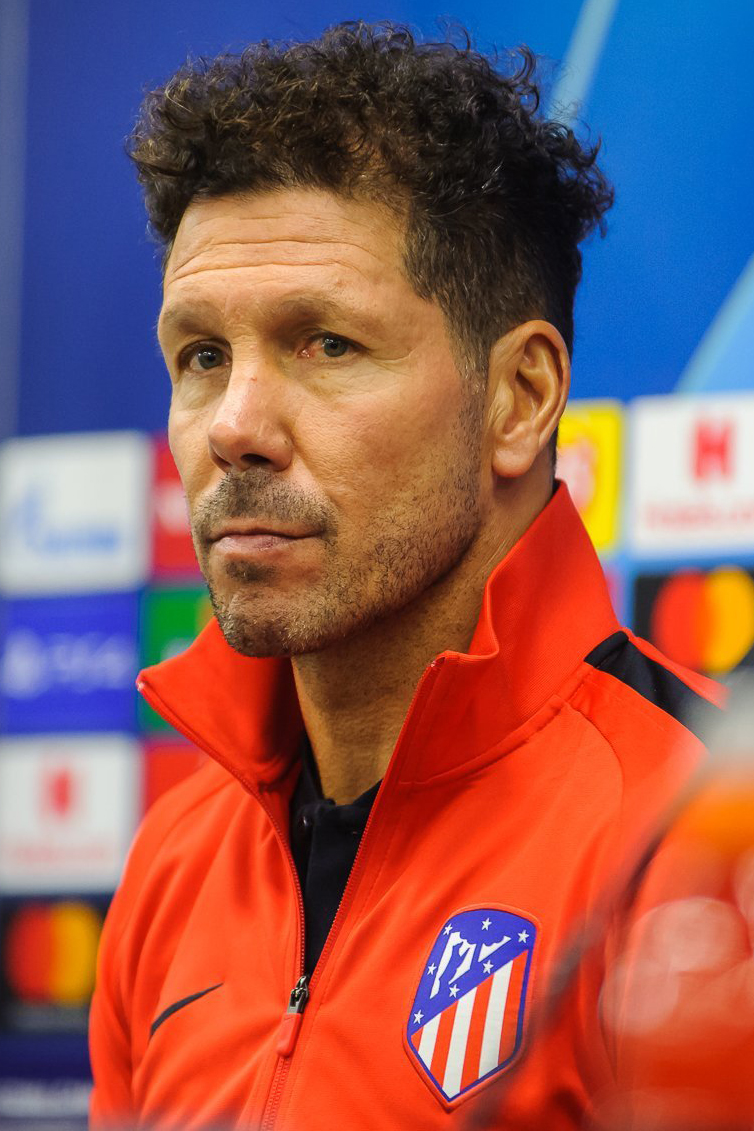
L'allenatore Diego Simeone alla tredicesima stagione sulla panchina, è il tecnico più vincente nella storia dei Colchoneros

Area sviluppo giovanile e internazionale
- Direttore del settore giovanile e dello sviluppo internazionale: Emilio Gutiérrez Boullosa
- Direttore sportivo del settore giovanile: Carlos Aguilera
- Direttore tecnico del settore giovanile: Miguel Ángel Ruiz
- Capo-osservatore giovanile: Sergio García
- Capo talent scout: Natanael Cano Marín
- Coordinatore base: Carlos Santamarina
- Direttore scouting giovanile: Julio De Marco

Area comunicazione
- Direttore della comunicazione e area digitale: Rafael Alique

Area tecnica
- Allenatore: Diego Simeone
- Allenatore in seconda: Nelson Vivas
- Assistenti: Gustavo López, Hernán Bonvicini
- Preparatori atletici: Óscar Ortega, Óscar Pitillas
- Preparatore dei portieri: Pablo Vercellone
- Delegati: Pedro Pablo Matesanz, Francisco Javier Molina

Area sanitaria
- Responsabile: José María Villalón
- Medico: Óscar Luis Celada
- Infermiere: Gorka de Abajo
- Fisioterapisti: Esteban Arévalo, David Loras, Jesús Vázquez, Felipe Iglesias Arroyo, Iván Ortega
- Massaggiatore: Daniel Castro, Óscar Pitillas

Area ausiliare
- Magazzinieri: Cristian Bautista, Dimcho Pilichev, Mario Serrano, Fernando Sánchez Ramírez

## Rosa

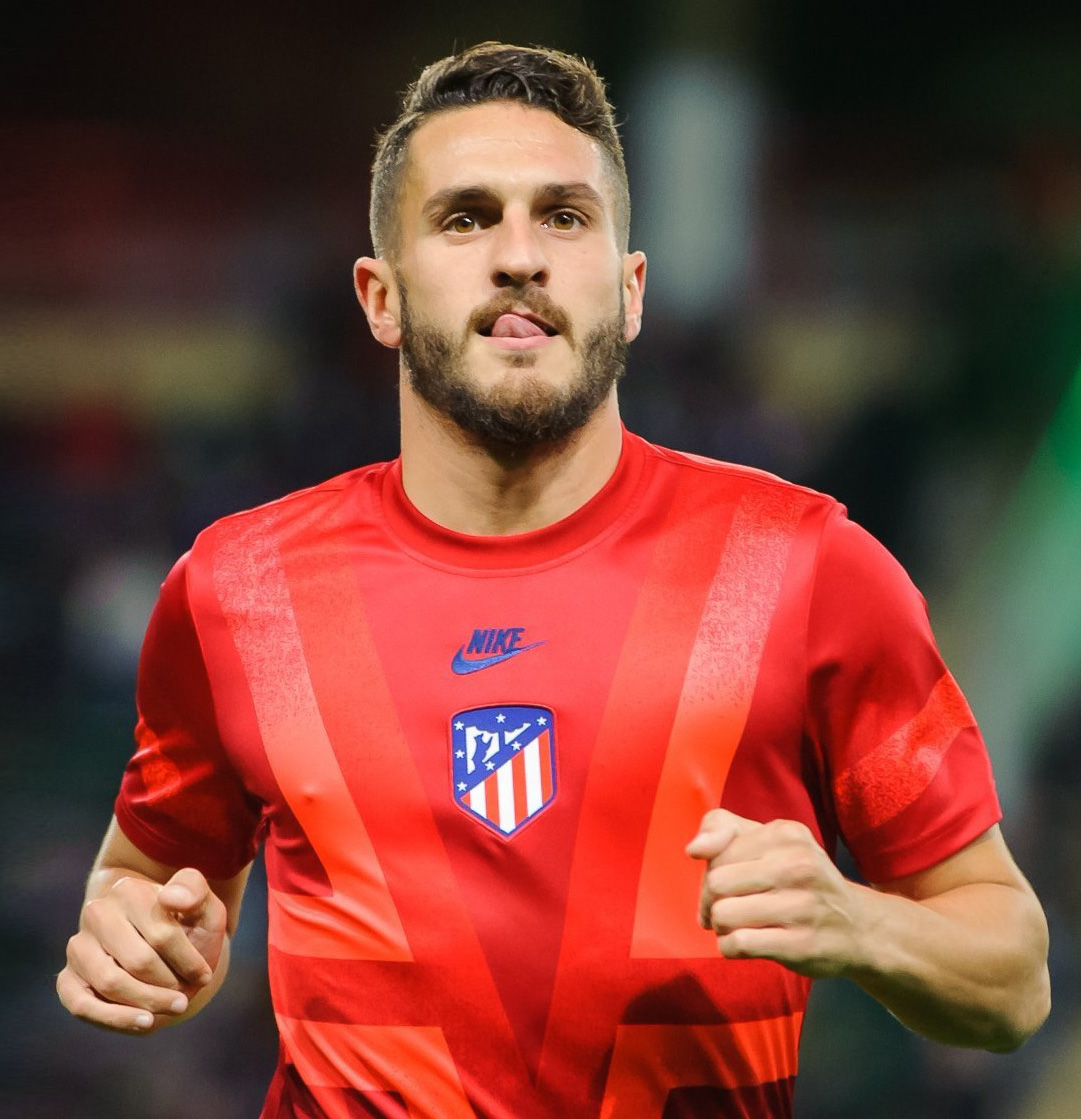
Koke è il capitano dell'Atlético Madrid

La rosa e la numerazione sono tratte dal sito ufficiale dell'Atlético Madrid.
| N. |                        | Ruolo | Calciatore        |
| -- | ---------------------- | ----- | ----------------- |
| 1  | Croazia (bandiera)     | P     | Ivo Grbić         |
| 1  | Romania (bandiera)     | P     | Horațiu Moldovan  |
| 2  | Uruguay (bandiera)     | D     | José Giménez      |
| 3  | Spagna (bandiera)      | D     | César Azpilicueta |
| 4  | Turchia (bandiera)     | D     | Çağlar Söyüncü    |
| 4  | Brasile (bandiera)     | D     | Gabriel Paulista  |
| 5  | Argentina (bandiera)   | C     | Rodrigo de Paul   |
| 6  | Spagna (bandiera)      | C     | Koke (capitano)   |
| 7  | Francia (bandiera)     | A     | Antoine Griezmann |
| 8  | Spagna (bandiera)      | C     | Saúl              |
| 9  | Paesi Bassi (bandiera) | A     | Memphis Depay     |
| 10 | Argentina (bandiera)   | A     | Ángel Correa      |
| 11 | Francia (bandiera)     | C     | Thomas Lemar      |
| 12 | Brasile (bandiera)     | A     | Samuel Lino       |

| N. |                       | Ruolo | Calciatore                |
| -- | --------------------- | ----- | ------------------------- |
| 13 | Slovenia (bandiera)   | P     | Jan Oblak (vice capitano) |
| 14 | Spagna (bandiera)     | C     | Marcos Llorente           |
| 15 | Montenegro (bandiera) | D     | Stefan Savić              |
| 16 | Argentina (bandiera)  | D     | Nahuel Molina             |
| 17 | Spagna (bandiera)     | D     | Javi Galán                |
| 17 | Spagna (bandiera)     | C     | Rodrigo Riquelme          |
| 18 | Belgio (bandiera)     | C     | Arthur Vermeeren          |
| 19 | Spagna (bandiera)     | A     | Álvaro Morata             |
| 20 | Belgio (bandiera)     | C     | Axel Witsel               |
| 21 | Belgio (bandiera)     | C     | Yannick Carrasco          |
| 22 | Spagna (bandiera)     | D     | Mario Hermoso             |
| 23 | Mozambico (bandiera)  | D     | Reinildo Mandava          |
| 24 | Spagna (bandiera)     | C     | Pablo Barrios             |

## Calciomercato
Il calcio mercato dell'Atlético si apre con il riscatto di Antoine Griezmann dal Barcellona. Manu Sánchez, rientrato dal prestito triennale all'Osasuna, viene invece inserito come contropartita tecnica per portare Javi Galán alla corte di Simeone. Dopo tre stagioni in rojiblanco Geoffrey Kondogbia viene ceduto a titolo definitivo ai francesi dell'Olympique Marsiglia. Per rafforzare il reparto difensivo la società mette sotto contratto Çağlar Söyüncü, proveniente dal Leicester City, il nazionale spagnolo César Azpilicueta, in scadenza col Chelsea, e la giovane promessa Santiago Mouriño dal Racing Montevideo. Ancora sull'asse Madrid-Marsiglia si concretizza il passaggio a titolo definitivo di Renan Lodi ai francesi. A stagione in corso l'Atlético sottoscrive le prestazioni del diciannovenne Samu Omorodion, proveniente dal Granada che all'esordio in Liga aveva messo a segno una rete proprio contro i colchoneros. L'under-19 spagnolo viene poi girato in prestito all'Alavés per sopperire all'infortunio di Giuliano Simeone. Il calcio mercato estivo si chiude con le cessioni di Yannick Carrasco ai sauditi dell'Al-Shabab e di João Félix, in prestito, al Barcellona.
La sessione invernale di calcio mercato si apre coi trasferimenti di Javi Galán, in prestito, alla Real Sociedad e del portiere rumeno Horațiu Moldovan giunto a titolo definitivo dal Rapid Bucarest. Lascia dunque il club il portiere croato Ivo Grbić, per trasferirsi a titolo definitivo agli inglesi dello Sheffield Utd, mentre dall'Anversa giunge il centrocampista belga Arthur Vermeeren. Anche Söyüncü viene ceduto con la formula del prestito, ai turchi del Fenerbahçe. Al suo posto arriva dal Valencia il centrale brasiliano Gabriel Paulista.

### Sessione estiva (dal 1º luglio al 1º settembre)
| Acquisti         | Acquisti               | Acquisti          | Acquisti                   |
| R.               | Nome                   | da                | Modalità                   |
| ---------------- | ---------------------- | ----------------- | -------------------------- |
| D                | César Azpilicueta      | Chelsea           | svincolato                 |
| D                | Javi Galán             | Celta Vigo        | definitivo (5 milioni €)   |
| D                | Santiago Mouriño       | Racing Montevideo | definitivo (2,7 milioni €) |
| D                | Çağlar Söyüncü         | Leicester City    | svincolato                 |
| A                | Samu Omorodion         | Granada           | definitivo (6 milioni €)   |
| Altre operazioni |                        |                   |                            |
| R.               | Nome                   | da                | Modalità                   |
| D                | Renan Lodi             | Nottingham Forest | fine prestito              |
| D                | Manu Sánchez           | Osasuna           | fine prestito              |
| C                | Rodrigo Riquelme Reche | Girona            | fine prestito              |
| C                | Juan Manuel Sanabria   | Atlético San Luis | fine prestito              |
| C                | Javi Serrano           | Ibiza             | fine prestito              |
| A                | Sergio Camello         | Rayo Vallecano    | fine prestito              |
| A                | Matheus Cunha          | Wolverhampton     | fine prestito              |
| A                | Borja Garcés           | Tenerife          | fine prestito              |
| A                | Antoine Griezmann      | Barcellona        | definitivo (20 milioni €)  |
| A                | João Félix             | Chelsea           | fine prestito              |
| A                | Samuel Lino            | Valencia          | fine prestito              |
| A                | Víctor Mollejo         | Real Saragozza    | fine prestito              |
| A                | Giuliano Simeone       | Real Saragozza    | fine prestito              |
| A                | Vitolo                 | Las Palmas        | fine prestito              |

| Cessioni         | Cessioni             | Cessioni            | Cessioni                  |
| R.               | Nome                 | a                   | Modalità                  |
| ---------------- | -------------------- | ------------------- | ------------------------- |
| D                | Matt Doherty         | Wolverhampton       | gratuito                  |
| D                | Renan Lodi           | Olympique Marsiglia | definitivo (13 milioni €) |
| D                | Sergio Reguilón      | Tottenham           | fine prestito             |
| C                | Yannick Carrasco     | Al-Shabab           | definitivo (15 milioni €) |
| C                | Geoffrey Kondogbia   | Olympique Marsiglia | definitivo (8 milioni €)  |
| A                | Matheus Cunha        | Wolverhampton       | definitivo (50 milioni €) |
| Altre operazioni |                      |                     |                           |
| R.               | Nome                 | a                   | Modalità                  |
| D                | Santiago Mouriño     | Real Saragozza      | prestito                  |
| D                | Manu Sánchez         | Celta Vigo          | definitivo                |
| C                | Carlos Martín        | Mirandés            | prestito                  |
| C                | Juan Manuel Sanabria | Atlético San Luis   | definitivo                |
| C                | Javi Serrano         | Sturm Graz          | prestito                  |
| A                | Sergio Camello       | Rayo Vallecano      | definitivo (5 milioni€)   |
| A                | Borja Garcés         | Elche               | prestito                  |
| A                | Antoine Griezmann    | Barcellona          | fine prestito             |
| A                | João Félix           | Barcellona          | prestito                  |
| A                | Víctor Mollejo       | Real Saragozza      | rinnovo prestito          |
| A                | Samu Omorodion       | Alavés              | prestito                  |
| A                | Giuliano Simeone     | Alavés              | prestito                  |
| A                | Germán Valera        | Real Saragozza      | rinnovo prestito          |

### Sessione invernale (dal 2 al 31 gennaio)
| Acquisti         | Acquisti         | Acquisti       | Acquisti                   |
| R.               | Nome             | da             | Modalità                   |
| ---------------- | ---------------- | -------------- | -------------------------- |
| P                | Horațiu Moldovan | Rapid Bucarest | definitivo (0,8 milioni €) |
| D                | Gabriel Paulista | Valencia       | gratuito                   |
| C                | Arthur Vermeeren | Anversa        | definitivo (18 milioni €)  |
| Altre operazioni |                  |                |                            |
| R.               | Nome             | da             | Modalità                   |
| A                | Marcos Paulo     | San Paolo      | fine prestito              |

| Cessioni         | Cessioni       | Cessioni      | Cessioni                       |
| R.               | Nome           | a             | Modalità                       |
| ---------------- | -------------- | ------------- | ------------------------------ |
| P                | Ivo Grbić      | Sheffield Utd | definitivo (2,5 milioni €)     |
| D                | Javi Galán     | Real Sociedad | prestito                       |
| D                | Çağlar Söyüncü | Fenerbahçe    | prestito oneroso (2 milioni €) |
| Altre operazioni |                |               |                                |
| R.               | Nome           | a             | Modalità                       |

## Risultati

### Primera División

#### Girone di andata
| Arbitro: | Pulido Santana |

|                                            |           |          |
| Morata 45+4’ Memphis 67’ M. Llorente 90+8’ | Marcatori | 62’ Samu |

| Siviglia 20 agosto 2023, ore 21:30 CEST 2ª giornata | Betis                | 0 – 0 referto | Atlético Madrid | Benito Villamarín (51 782 spett.)\| Arbitro: \| de Burgos Bengoetxea \| |
| Arbitro:                                            | de Burgos Bengoetxea |               |                 |                                                                         |

| Arbitro: | Munuera Montero |

|  |           |                                                                                |
|  | Marcatori | 2’ Griezmann 16’ Memphis 36’ Molina 73’, 84’ Morata 79’ Correa 86’ M. Llorente |

| Arbitro: | Alberola Rojas |

|                 |           |  |
| M. Llorente 46’ | Marcatori |  |

| Arbitro: | Gil Manzano |

|                                   |           |  |
| Hugo Duro 5’, 34’ Javi Guerra 54’ | Marcatori |  |

| Arbitro: | Alberola Rojas |

|                              |           |           |
| Morata 4’, 46’ Griezmann 18’ | Marcatori | 35’ Kroos |

| Arbitro: | Martínez Munuera |

|  |           |                            |
|  | Marcatori | 20’ Griezmann 81’ Riquelme |

| Arbitro: | Iglesias Villanueva |

|                            |           |                        |
| Correa 32’, 66’ Molina 46’ | Marcatori | 12’ L. Pires 27’ Roger |

| Arbitro: | Munuera Montero |

|                                  |           |               |
| S. Lino 22’ Griezmann 89’ (rig.) | Marcatori | 73’ Oyarzabal |

| Arbitro: | Cuadra Fernández |

|  |           |                                |
|  | Marcatori | 29’ (rig.), 64’, 70’ Griezmann |

| Arbitro: | Muñiz Ruiz |

|                           |           |               |
| Riquelme 26’ Morata 45+1’ | Marcatori | 90+6’ Guevara |

| Arbitro: | Melero López |

|                          |           |            |
| Kirian 51’ Benito J. 75’ | Marcatori | 83’ Morata |

| Arbitro: | Hernández Maeso |

|                                        |           |            |
| Witsel 45+1’ Griezmann 80’ S. Lino 85’ | Marcatori | 20’ Gerard |

| Arbitro: | Munuera Montero |

|               |           |  |
| Griezmann 64’ | Marcatori |  |

| Arbitro: | Sánchez Martínez |

|                |           |  |
| João Félix 28’ | Marcatori |  |

| Arbitro: | de Burgos Bengoetxea |

|                       |           |                  |
| Morata 17’ Correa 22’ | Marcatori | 62’ L. Baptistao |

| Arbitro: | Gil Manzano |

|                               |           |  |
| Guruzeta 51’ Williams Jr. 64’ | Marcatori |  |

| Arbitro: | Munuera Montero |

|                                      |           |                                        |
| Griezmann 44’, 69’ (rig.) Morata 63’ | Marcatori | 53’, 90+3’ (rig.) B. Mayoral 87’ Óscar |

| Arbitro: | Hernández Hernández |

|                                                 |           |                      |
| Valery 2’ Sávio 26’ Blind 39’ Iván Martín 90+1’ | Marcatori | 14’, 44’, 54’ Morata |

#### Girone di ritorno
| Arbitro: | Soto Grado |

|                          |           |            |
| Reinildo 35’ Memphis 90’ | Marcatori | 42’ Álvaro |

| Arbitro: | Martínez Munuera |

|  |           |            |
|  | Marcatori | 54’ Morata |

| Arbitro: | de Burgos Bengoetxea |

|                           |           |  |
| S. Lino 45+4’ Memphis 57’ | Marcatori |  |

| Arbitro: | Sánchez Martínez |

|            |           |                   |
| Brahim 20’ | Marcatori | 90+3’ M. Llorente |

| Arbitro: | Iglesias Villanueva |

|           |           |  |
| Isaac 15’ | Marcatori |  |

| Arbitro: | Figueroa Vázquez |

|                                                         |           |  |
| M. Llorente 15’, 20’ Correa 47’, 62’ (rig.) Memphis 87’ | Marcatori |  |

| Arbitro: | Alberola Rojas |

|               |           |                          |
| Luka 27’, 64’ | Marcatori | 2’ Correa 57’ R. De Paul |

| Arbitro: | Soto Grado |

|                                |           |             |
| Rui Silva 8’ (aut.) Morata 44’ | Marcatori | 62’ William |

| Arbitro: | González Fuertes |

|                 |           |  |
| Juanmi 24’, 64’ | Marcatori |  |

| Arbitro: | Sánchez Martínez |

|  |           |                                           |
|  | Marcatori | 38’ João Félix 47’ Lewandowski 65’ Fermín |

| Arbitro: | Melero López |

|             |           |                    |
| Sørloth 50’ | Marcatori | 9’ Witsel 87’ Saúl |

| Arbitro: | de Burgos Bengoetxea |

|                                        |           |           |
| Griezmann 34’ (rig.), 50’ Correa 45+6’ | Marcatori | 4’ Dovbyk |

| Arbitro: | Gil Manzano |

|                                 |           |  |
| C. Benavídez 15’ L. Rioja 90+2’ | Marcatori |  |

| Arbitro: | Martínez Munuera |

|                                                 |           |                  |
| R. De Paul 15’ Correa 52’ Unai Simón 80’ (aut.) | Marcatori | 45’ Williams Jr. |

| Arbitro: | Alberola Rojas |

|  |           |             |
|  | Marcatori | 5’ Riquelme |

| Arbitro: | Figueroa Vázquez |

|                |           |  |
| R. De Paul 84’ | Marcatori |  |

| Arbitro: | Melero López |

|  |           |                         |
|  | Marcatori | 27’, 42’, 51’ Griezmann |

| Arbitro: | González Fuertes |

|            |           |                                   |
| Morata 55’ | Marcatori | 26’, 64’ Raúl 52’ Aimar 88’ Torró |

| Arbitro: | Sánchez Martínez |

|  |           |                           |
|  | Marcatori | 9’ S. Lino 90+3’ Reinildo |

### Coppa del Re
| Arbitro: | González Fuertes |

|               |           |                            |
| Antonetti 39’ | Marcatori | 2’ Correa 66’, 74’ Memphis |

| Arbitro: | Cuadra Fernández |

|                                                     |           |                               |
| S. Lino 39’ Morata 57’ Griezmann 100’ Riquelme 119’ | Marcatori | 45+1’ (aut.) Oblak 82’ Joselu |

| Arbitro: | Gil Manzano |

|             |           |  |
| Memphis 79’ | Marcatori |  |

| Arbitro: | Hernández Hernández |

|  |           |                      |
|  | Marcatori | 25’ (rig.) Berenguer |

| Arbitro: | Martínez Munuera |

|                                            |           |  |
| Williams 13’ Williams Jr. 42’ Guruzeta 61’ | Marcatori |  |

### UEFA Champions League

#### Fase a gironi
| Arbitro: | Vinčić |

|                |           |             |
| Provedel 90+5’ | Marcatori | 29’ Barrios |

| Arbitro: | Letexier |

|                                 |           |                                 |
| Morata 12’, 47’ Griezmann 45+4’ | Marcatori | 7’ (aut.) M. Hermoso 34’ Hancko |

| Arbitro: | Zwayer |

|                        |           |                          |
| Furuhashi 4’ Palma 28’ | Marcatori | 25’ Griezmann 53’ Morata |

| Arbitro: | Kružliak |

|                                                          |           |  |
| Griezmann 6’, 60’ Morata 45+2’, 76’ S. Lino 66’ Saúl 85’ | Marcatori |  |

| Arbitro: | Taylor |

|             |           |                                                         |
| Wieffer 77’ | Marcatori | 14’ (aut.) Geertruida 57’ M. Hermoso 81’ (aut.) Giménez |

| Arbitro: | Gözübüyük |

|                          |           |  |
| Griezmann 6’ S. Lino 51’ | Marcatori |  |

#### Fase a eliminazione diretta
| Arbitro: | Kovács |

|                |           |  |
| Arnautović 79’ | Marcatori |  |

| Arbitro: | Marciniak |

|                              |                      |                                           |
| Griezmann 35’ Memphis 87’    | Marcatori            | 33’ Dimarco                               |
| Memphis Saúl Riquelme Correa | Tiri di rigore 3 – 2 | Çalhanoğlu Alexis Klaassen Acerbi Lautaro |

| Arbitro: | Guida |

|                           |           |            |
| R. De Paul 4’ S. Lino 32’ | Marcatori | 81’ Haller |

| Arbitro: | Vinčić |

|                                                  |           |                               |
| Brandt 34’ Maatsen 39’ Füllkrug 71’ Sabitzer 74’ | Marcatori | 49’ (aut.) Hummels 64’ Correa |

### Supercoppa di Spagna
| Arbitro: | Alberola Rojas |

|                                                                       |           |                                                |
| Rüdiger 20’ F. Mendy 29’ Carvajal 85’ Savić 116’ (aut.) Brahim 120+2’ | Marcatori | 6’ M. Hermoso 37’ Griezmann 78’ (aut.) Rüdiger |

## Statistiche

### Statistiche di squadra
| Competizione        | Punti | In casa | In casa | In casa | In casa | In casa | In casa | In trasferta | In trasferta | In trasferta | In trasferta | In trasferta | In trasferta | Totale | Totale | Totale | Totale | Totale | Totale | DR  |
| Competizione        | Punti | G       | V       | N       | P       | Gf      | Gs      | G            | V            | N            | P            | Gf           | Gs           | G      | V      | N      | P      | Gf     | Gs     | DR  |
| ------------------- | ----- | ------- | ------- | ------- | ------- | ------- | ------- | ------------ | ------------ | ------------ | ------------ | ------------ | ------------ | ------ | ------ | ------ | ------ | ------ | ------ | --- |
| Primera División    | 76    | 19      | 16      | 1       | 2       | 42      | 22      | 19           | 8            | 3            | 8            | 28           | 21           | 38     | 24     | 4      | 10     | 70     | 43     | +27 |
| Coppa del Re        | -     | 3       | 2       | 0       | 1       | 5       | 3       | 2            | 1            | 0            | 1            | 3            | 4            | 5      | 3      | 0      | 2      | 8      | 7      | +1  |
| Champions League    | 14    | 5       | 5       | 0       | 0       | 15      | 4       | 5            | 1            | 2            | 2            | 8            | 9            | 10     | 6      | 2      | 2      | 23     | 13     | +10 |
| Supercopa de España | -     | -       | -       | -       | -       | -       | -       | -            | -            | -            | -            | -            | -            | 1      | 0      | 0      | 1      | 3      | 5      | -2  |
| Totale              | -     | 27      | 23      | 1       | 3       | 62      | 29      | 25           | 10           | 5            | 10           | 39           | 33           | 53     | 33     | 6      | 14     | 104    | 67     | +37 |

### Andamento in campionato
| Giornata  | 1 | 2 | 3 | 4 | 5 | 6 | 7 | 8 | 9 | 10 | 11 | 12 | 13 | 14 | 15 | 16 | 17 | 18 | 19 | 20 | 21 | 22 | 23 | 24 | 25 | 26 | 27 | 28 | 29 | 30 | 31 | 32 | 33 | 34 | 35 | 36 | 37 | 38 |
| --------- | - | - | - | - | - | - | - | - | - | -- | -- | -- | -- | -- | -- | -- | -- | -- | -- | -- | -- | -- | -- | -- | -- | -- | -- | -- | -- | -- | -- | -- | -- | -- | -- | -- | -- | -- |
| Luogo     | C | T | T | C | T | C | T | C | C | T  | C  | T  | C  | C  | T  | C  | T  | C  | T  | C  | T  | C  | T  | T  | C  | T  | C  | T  | C  | T  | C  | T  | C  | T  | C  | T  | C  | T  |
| Risultato | V | N | V | V | P | V | V | V | V | V  | V  | P  | V  | V  | P  | V  | P  | N  | P  | V  | V  | V  | N  | P  | V  | N  | V  | P  | P  | V  | V  | P  | V  | V  | V  | V  | P  | V  |
| Posizione | 1 | 4 | 2 | 4 | 7 | 5 | 4 | 4 | 4 | 4  | 3  | 4  | 4  | 4  | 4  | 3  | 4  | 4  | 4  | 4  | 4  | 3  | 4  | 4  | 4  | 4  | 4  | 4  | 5  | 4  | 4  | 4  | 4  | 4  | 4  | 4  | 4  | 4  |

Legenda:

Luogo: C = Casa; T = Trasferta. Risultato: V = Vittoria; N = Pareggio; P = Sconfitta.

### Statistiche dei giocatori
In corsivo i calciatori ceduti durante la stagione
| Giocatore      | Primera División | Primera División | Primera División | Primera División | Coppa di Spagna | Coppa di Spagna | Coppa di Spagna | Coppa di Spagna | Champions League | Champions League | Champions League | Champions League | Supercoppa di Spagna | Supercoppa di Spagna | Supercoppa di Spagna | Supercoppa di Spagna | Totale   | Totale | Totale      | Totale     |
| Giocatore      | Presenze         | Reti             | Ammonizioni      | Espulsioni       | Presenze        | Reti            | Ammonizioni     | Espulsioni      | Presenze         | Reti             | Ammonizioni      | Espulsioni       | Presenze             | Reti                 | Ammonizioni          | Espulsioni           | Presenze | Reti   | Ammonizioni | Espulsioni |
| -------------- | ---------------- | ---------------- | ---------------- | ---------------- | --------------- | --------------- | --------------- | --------------- | ---------------- | ---------------- | ---------------- | ---------------- | -------------------- | -------------------- | -------------------- | -------------------- | -------- | ------ | ----------- | ---------- |
| Abde           | 1                | 0                | 0                | 0                | 0               | 0               | 0               | 0               | 0                | 0                | 0                | 0                | 0                    | 0                    | 0                    | 0                    | 1        | 0      | 0           | 0          |
| C. Azpilicueta | 25               | 0                | 4                | 0                | 2               | 0               | 1               | 0               | 6                | 0                | 2                | 0                | 1                    | 0                    | 0                    | 0                    | 34       | 0      | 7           | 0          |
| P. Barrios     | 24               | 0                | 5                | 0                | 4               | 0               | 0               | 0               | 7                | 1                | 0                | 0                | 0                    | 0                    | 0                    | 0                    | 35       | 1      | 5           | 0          |
| Y. Carrasco    | 3                | 0                | 0                | 0                | -               | -               | -               | -               | -                | -                | -                | -                | -                    | -                    | -                    | -                    | 3        | 0      | 0           | 0          |
| Á. Correa      | 32               | 9                | 3                | 0                | 4               | 1               | 0               | 0               | 10               | 1                | 1                | 0                | 1                    | 0                    | 0                    | 0                    | 47       | 11     | 4           | 0          |
| R. de Paul     | 34               | 3                | 7                | 0                | 5               | 0               | 2               | 0               | 8                | 1                | 2                | 1                | 1                    | 0                    | 0                    | 0                    | 48       | 4      | 11          | 1          |
| S. El Jebari   | 1                | 0                | 0                | 0                | 0               | 0               | 0               | 0               | 0                | 0                | 0                | 0                | 0                    | 0                    | 0                    | 0                    | 1        | 0      | 0           | 0          |
| Javi Galán     | 5                | 0                | 1                | 0                | 1               | 0               | 0               | 0               | 2                | 0                | 1                | 0                | 1                    | 0                    | 0                    | 0                    | 9        | 0      | 2           | 0          |
| J.M. Giménez   | 22               | 0                | 5                | 0                | 3               | 0               | 1               | 0               | 7                | 0                | 2                | 0                | 1                    | 0                    | 0                    | 0                    | 33       | 0      | 8           | 0          |
| A. Griezmann   | 33               | 16               | 5                | 0                | 4               | 1               | 1               | 0               | 10               | 6                | 1                | 0                | 1                    | 1                    | 0                    | 0                    | 48       | 24     | 7           | 0          |
| M. Hermoso     | 31               | 0                | 9                | 0                | 4               | 0               | 3               | 0               | 9                | 1                | 3                | 0                | 1                    | 1                    | 0                    | 0                    | 45       | 2      | 15          | 0          |
| Koke           | 35               | 0                | 5                | 0                | 5               | 0               | 2               | 0               | 9                | 0                | 2                | 0                | 1                    | 0                    | 0                    | 0                    | 50       | 0      | 9           | 0          |
| I. Kostis      | 0                | 0                | 0                | 0                | 0               | 0               | 0               | 0               | 1                | 0                | 0                | 0                | 0                    | 0                    | 0                    | 0                    | 1        | 0      | 0           | 0          |
| T. Lemar       | 3                | 0                | 0                | 0                | 0               | 0               | 0               | 0               | 0                | 0                | 0                | 0                | 0                    | 0                    | 0                    | 0                    | 3        | 0      | 0           | 0          |
| S. Lino        | 34               | 4                | 1                | 0                | 4               | 1               | 0               | 0               | 7                | 3                | 3                | 0                | 1                    | 0                    | 0                    | 0                    | 46       | 8      | 4           | 0          |
| M. Llorente    | 37               | 6                | 5                | 0                | 5               | 0               | 0               | 0               | 8                | 0                | 1                | 0                | 1                    | 0                    | 0                    | 0                    | 51       | 6      | 6           | 0          |
| Memphis        | 23               | 5                | 1                | 0                | 5               | 3               | 0               | 0               | 3                | 1                | 0                | 0                | 0                    | 0                    | 0                    | 0                    | 31       | 9      | 1           | 0          |
| H. Moldovan    | 0                | -0               | 0                | 0                | 0               | -0              | 0               | 0               | 0                | -0               | 0                | 0                | -                    | -                    | -                    | -                    | 0        | -0     | 0           | 0          |
| Á. Morata      | 32               | 15               | 4                | 1                | 5               | 1               | 1               | 0               | 10               | 5                | 2                | 0                | 1                    | 0                    | 0                    | 0                    | 48       | 21     | 7           | 1          |
| N. Molina      | 30               | 2                | 4                | 1                | 5               | 0               | 0               | 0               | 10               | 0                | 1                | 0                | 1                    | 0                    | 0                    | 0                    | 46       | 2      | 5           | 1          |
| J. Oblak       | 38               | -41              | 0                | 0                | 5               | -7              | 0               | 0               | 10               | -13              | 0                | 0                | 1                    | -3                   | 0                    | 0                    | 54       | -64    | 0           | 0          |
| G. Paulista    | 5                | 0                | 1                | 0                | 0               | 0               | 0               | 0               | 0                | 0                | 0                | 0                | -                    | -                    | -                    | -                    | 5        | 0      | 1           | 0          |
| Reinildo       | 16               | 2                | 2                | 0                | 2               | 0               | 1               | 0               | 1                | 0                | 0                | 0                | 0                    | 0                    | 0                    | 0                    | 19       | 2      | 3           | 0          |
| R. Riquelme    | 34               | 3                | 1                | 0                | 4               | 1               | 0               | 0               | 8                | 0                | 0                | 0                | 1                    | 0                    | 0                    | 0                    | 47       | 4      | 1           | 0          |
| Saúl           | 34               | 1                | 10               | 1                | 4               | 0               | 1               | 0               | 10               | 1                | 1                | 0                | 1                    | 0                    | 0                    | 0                    | 49       | 2      | 12          | 1          |
| S. Savić       | 23               | 0                | 7                | 1                | 3               | 0               | 0               | 0               | 6                | 0                | 2                | 0                | 1                    | 0                    | 0                    | 0                    | 33       | 0      | 9           | 1          |
| Ç. Söyüncü     | 6                | 0                | 0                | 1                | 1               | 0               | 0               | 0               | 3                | 0                | 1                | 0                | 0                    | 0                    | 0                    | 0                    | 10       | 0      | 1           | 1          |
| A. Vermeeren   | 5                | 0                | 2                | 0                | 0               | 0               | 0               | 0               | 0                | 0                | 0                | 0                | -                    | -                    | -                    | -                    | 5        | 0      | 2           | 0          |
| A. Witsel      | 35               | 2                | 5                | 0                | 5               | 0               | 1               | 0               | 10               | 0                | 0                | 0                | 1                    | 0                    | 0                    | 0                    | 51       | 2      | 6           | 0          |